# Чапшар
Чапша́р (тат. Чапшар) — село в Балтасинском районе Республики Татарстан, в составе Норминского сельского поселения.

## География
Село находится на реке Чапшарка, в 7 км к юго-востоку от районного центра, посёлка городского типа Балтаси.

## История
Основание села Чапшар (также было известно под названием Нурма Шапшар) относят ко второй половине XVII века.
В сословном отношении, в XVIII столетии и вплоть до 1860-х годов жителей села причисляли к государственным крестьянам. Их основными занятиями в то время были земледелие, скотоводство, пчеловодство, кустарные промыслы.
Во время Крестьянской войны 1773–1775 годов жители села активно выступили на стороне Е. И. Пугачёва.
В «Списке населенных мест по сведениям 1859 года», изданном в 1866 году, населённый пункт упомянут как казённая деревня Нурма-Чапшар 2-го стана Казанского уезда Казанской губернии. Располагалась при речке Нурминке, по правую сторону Сибирского почтового тракта, в 107 верстах от уездного и губернского города Казани и в 48 верстах от становой квартиры в заштатном городе Арске. В деревне, в 74 дворах жили 602 человека (304 мужчины и 298 женщин), была мечеть.
По сведениям из первоисточников, в начале XX столетия в селе действовали мечеть, медресе.
В 1919 году в селе была открыта начальная школа.
С 1929 года в селе работали коллективные сельскохозяйственные предприятия, с 1995 года — сельскохозяйственные предприятия в форме ООО.
Административно, до 1920 года село относилась к Казанскому уезду Казанской губернии, с 1920 года — к Арскому кантону, с 1930 года (с перерывом) — к Балтасинскому (Тюнтерскому) району Татарстана.

## Население
| 2015 |
| ---- |
| 343  |

Динамика
По данным переписей, население села увеличивалось со 128 душ мужского пола в 1782 году до 674 человек в 1908 году. В последующие годы численность населения села уменьшалась (в 1979 году составила 198 человек), затем вновь увеличивалась до 343 человек в 2015 году.
Национальный состав
Согласно результатам переписи 2002 года, в национальной структуре населения села татары составляли 100% из 308 человек.

## Экономика
Жители работают преимущественно в ООО имени Тимирязева, в основном занимаются полеводством, овцеводством.

## Социальные объекты
В селе действуют сельский клуб (с 1946 года), фельдшерско-акушерский пункт, начальная школа — детский сад.

## Религиозные объекты
Мечеть (с 2014 года).